# Metro de Salvador
El Metro de Salvador, oficialmente Sistema de Metro de Salvador y Lauro de Freitas (SMSL), es el sistema metropolitano de las ciudades de Salvador y Lauro de Freitas, en el estado de Bahía, y operado por la CCR Metro Bahía.Actualmente, el sistema ya tiene completadas todas sus estaciones del proyecto base CCR, entre las estaciones Lapa y Águas Claras, en la Línea 1, a lo largo de 13,5 kilómetros y diez estaciones y en la Línea 2, entre las estaciones de Acceso Norte y Aeropuerto, a lo largo de aproximadamente 19 km y 12 estaciones, además de un autobús lanzadera, que proporciona conexión directa entre la Estación del Aeropuerto y la Terminal de Pasajeros del Aeropuerto. El sistema funciona todos los días desde las 5 am hasta la medianoche.
La construcción del SMSL se produce en una infraestructura dividida en seis etapas que integrará el centro de la ciudad hasta Pirajá (más tarde, hasta el barrio de Águas Claras, en las proximidades de Cajazeiras), y el municipio de Lauro de Freitas a través de la Línea 1 y Línea 2 respectivamente, sumando 41,8 kilómetros de extensión (17,6 de la Línea 1 y 24,2 de la Línea 2) y 22 estaciones. Como parte de los esfuerzos por implantar el transporte integrado en Gran Salvador, se busca la articulación del metro con el Tren Suburbano, que funciona actualmente con 13,5 kilómetros de extensión y 10 estaciones y debe ser transformado en Tren ligero, y con vías transversales alimentadoras que serán implantadas y recorridas por un sistema de Autobús de tránsito rápido (BRT), sin contar a los autobuses convencionales, ya contemplada en el proyecto de licitación de 2013.

## Historia

### Antecedentes

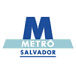
Logo-marca inicial del metro.

Aunque ya existiesen líneas ferroviarias en la ciudad desde su inauguración el 28 de junio de 1860, la idealización de un metro se presentó en 1985, bajo la gestión del prefecto Mário Kertész. Entre tanto, la primera compañía de tren metropolitano en la ciudad, la Compañía de Transportes de Salvador, fue creada en 2000 por la Prefectura de Salvador con el objetivo de administrar el Tren del Subúrbio (asumido en 2005) y gestor del metro de Salvador.

### Primera licitación y retrasos

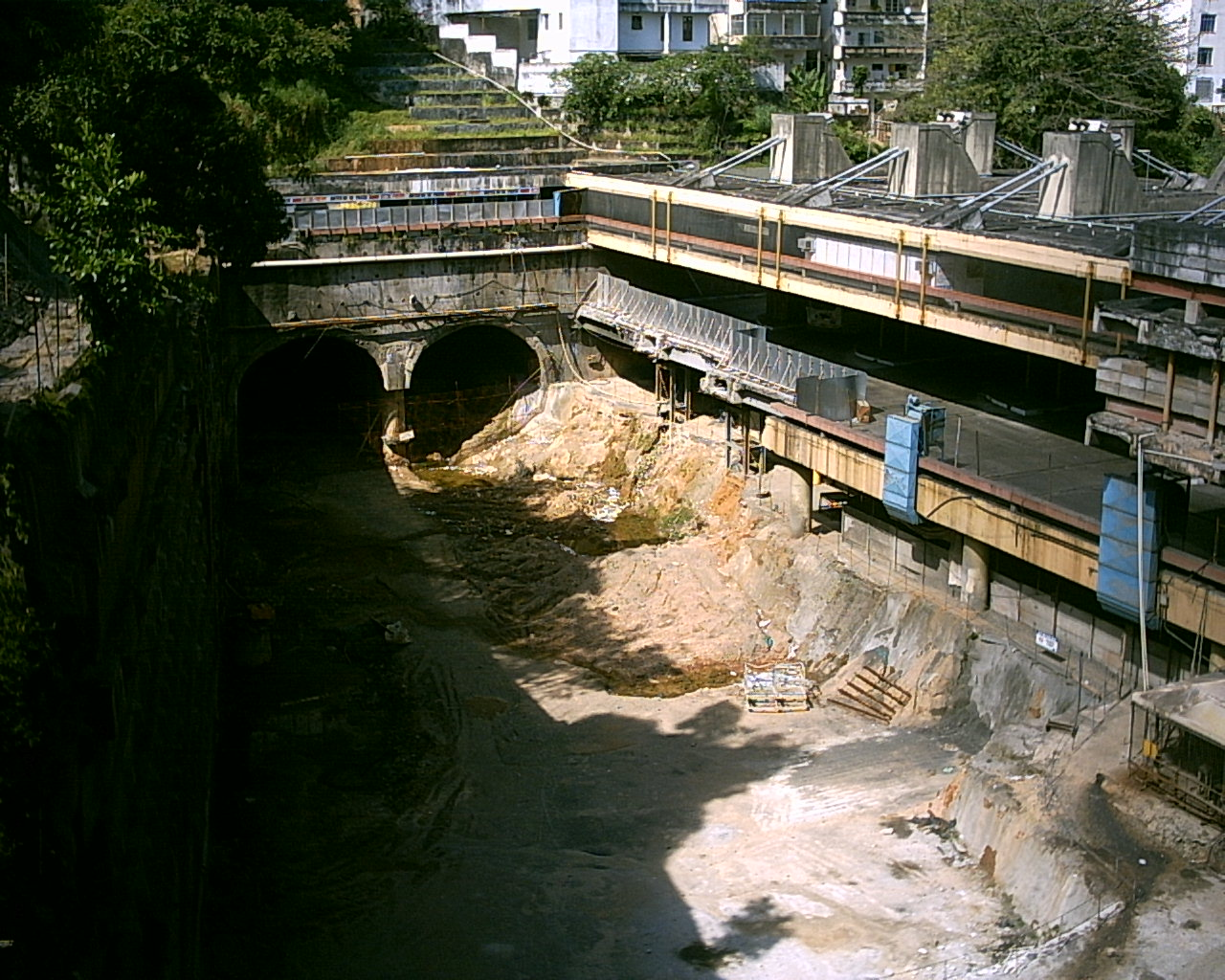
Obras de la estación subterránea bajo la Estación de Lapa.

Los primeros trabajos para la licitación del metro fueron iniciados en 1997, con apoyo financiero de los gobiernos estatal, municipal y federal, pero su construcción no fue iniciada hasta abril de 2000 con el fin de lograr una línea única de Lapa a Pau da Lima. Un año antes, el entonces prefecto de Salvador Antônio Imbassahy abrió un concurso público para la construcción de la infraestructura. Este es ganado por el consorcio Metro de Salvador S.A. (Metrosal), formado por las empresas Andrade Gutiérrez, Camargo Correa y Siemens. La apertura de este primer trecho fue programado inicialmente para mediados de 2003, pero después de muchas paralizaciones en las obras la fecha fue retrasada a diciembre de 2008, uno de los varios plazos previstos y no concretados.

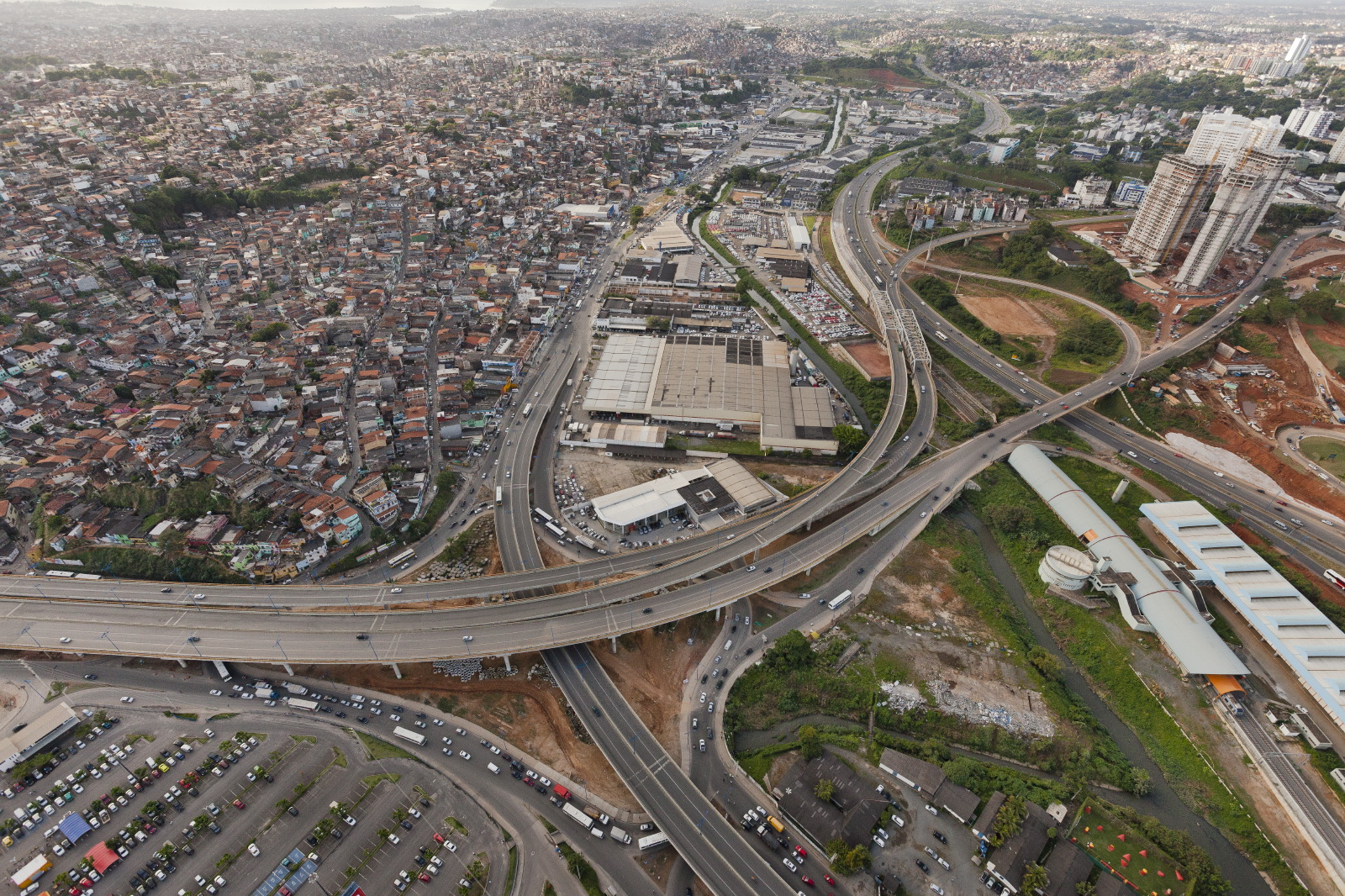
Vista aérea de la Rótula do Abacaxi y el techo azul de la Estación Acesso Norte, donde se encontrarás las dos líneas de la red.

Antes de la construcción de la vía express portuaria, el proyecto de metro de la Prefectura contemplaba dos líneas de metro con integración a los trenes urbanos, compartiendo la Estación de Calçada. Las obras serían realizadas en cuatro etapas. La primera sería el trecho entre Lapa y Pirajá, en la línea 1. La segunda concluiría la línea 1, con las estaciones de Pau da Lima y de Cajazeiras, y comenzaría la línea 2 en Calçada, pasando por las estaciones Agua de Meninos, Dos Leões, Acesso Norte (integración con la línea 1, que en la actualidad se mantienen, formando una operación en X) y Rodoviária. La tercera etapa extendería la línea 2 de Rodoviária a una estación más, Imbuí. Finalmente, la última etapa prolonga la línea 2 con las estaciones de CAB y de Mussurunga. También manteniendo la integración directa entre los dos sistemas ferroviarios urbanos soterrados, el Plan Director de Desarrollo Urbano (PDDU) establecido por la ley nº 7400 de 2008 planificó los corredores de transporte en la ciudad con algunas diferencias. Respecto al metro, fue planificado el mismo con dos líneas, solo que con el intercambio de la estación CAB por las estaciones Pinto de Aguiar y Flamboyants en la línea 2, la modificación del inicio de esa línea más al norte, en dirección al sur agregando la estación de los Fusileros continuando después a Dos Leões conectada con el tren transformado en sistema de vehículo ligero sobre railes y prolongado en ambas sentidos, y realizando un apuntalamiento de rutas para la expansión del sistema metropolitano al sur de la ciudad y al extrarradio metropolitano.
A flota fue adquirida por el gobierno estatal durante los retrasos de la obra. La plataforma de maniobras, el lugar que podría albergar los trenes, no estaba concluido. De la flota de seis trenes (composiciones) y 24 vagones, la mitad llegó a la capital en noviembre de 2008 y la otra en enero de 2009 por el Puerto de Salvador. Por esto, los trenes fueron llevados a naves del Puerto Seco Pirajá (Estación Aduanera del Interior - Eadi/Salvador) alquilados por la Prefectura con un coste de 80.000,00 reales (ochenta mil reales) al mes. Pasaron casi dos años ahí guardados y, al no ser usados, comenzaron a presentar señales de desgaste por el paso del tiempo. No fue hasta agosto de 2010 cuando las composiciones fueron trasladadas a los rieles de metro. En ese momento se programaron pruebas de las composiciones en movimiento después de seis meses de mantenimiento, para que en el primer semestre de 2011, el metro fuese entregado a la población.

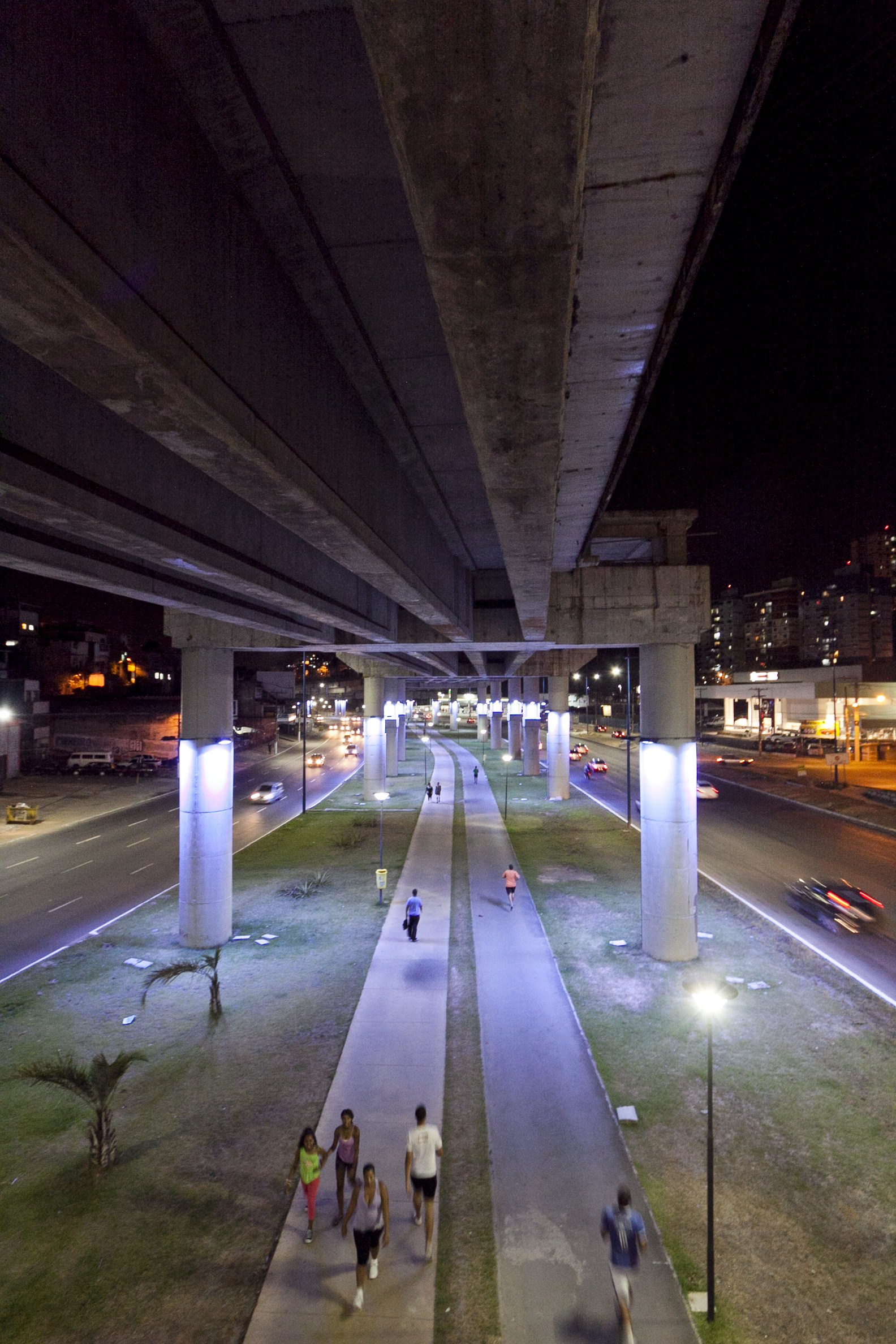
Acera bajo la línea 1, en el paseo central de la Avenida Bonocô.

En 2011, el metro pasó a generar nuevas polémicas debido a sus retrasos. El 20 de julio hubo protestas en el barrio de Cajazeiras, reclamando una solución desde la Prefectura para que se cumplieran los plazos.
El 11 de agosto, varios ciudadanos "conmemoraron" el aniversario de 12 años de retrasos del proyecto del metro de Salvador con pastel típico de fiestas de aniversario a modo de burla en el paseo central de la Avenida Bonocô. Tal protesta comenzó a través de la red social Facebook y mostró la indignación del pueblo metropolitano con tamaña demora y los costes estratosféricos que tenía el proyecto tras 12 años desde el lanzamiento del proyecto de construcción. Ese mismo día, el gobierno estatal garantizó la construcción de la Línea 2 del metro, uniendo la Estación Acesso Norte con el Municipio de Lauro de Freitas, en la Región Metropolitana, con una longitud de 22 kilómetros después de la deliberación del Grupo de Trabajo Ejecutivo, que analizó el Procedimiento de Manifestación de Interés (PMI) de la Movilidad Urbana de Salvador y Lauro de Freitas.
También en 2011, fue anunciada la gratuidad del metro en su fase inicial (de pruebas) para la adaptación de la población al nuevo sistema de movilidad urbana (recorrido que va de la Estación Lapa hasta la Estación Retiro en junio de 2014, siendo establecida la operación comercial en septiembre del mismo año). A finales de año, las pruebas finales estaban prometidas para diciembre y para comienzos de 2012, el funcionamiento inicialmente gratuito (régimen de tarifa asistida) sería costeado por la Unión.

#### Investigaciones sobre el consorcio Metrosal
El Tribunal de Cuentas de la Unión (TCU), por la demora en la conclusión de las obras y creciente aumento de los gastos públicos, inició una investigación sobre la construcción del sistema de metro ejecutado por el Consorcio Metrosal. Este construyó poco más de seis kilómetros con un gasto total de 1 billón de reales. Por esto, el consorcio es acusado de sobrecoste y de entregar la obra a la mitad y con fallos en la estructura, como filtraciones.

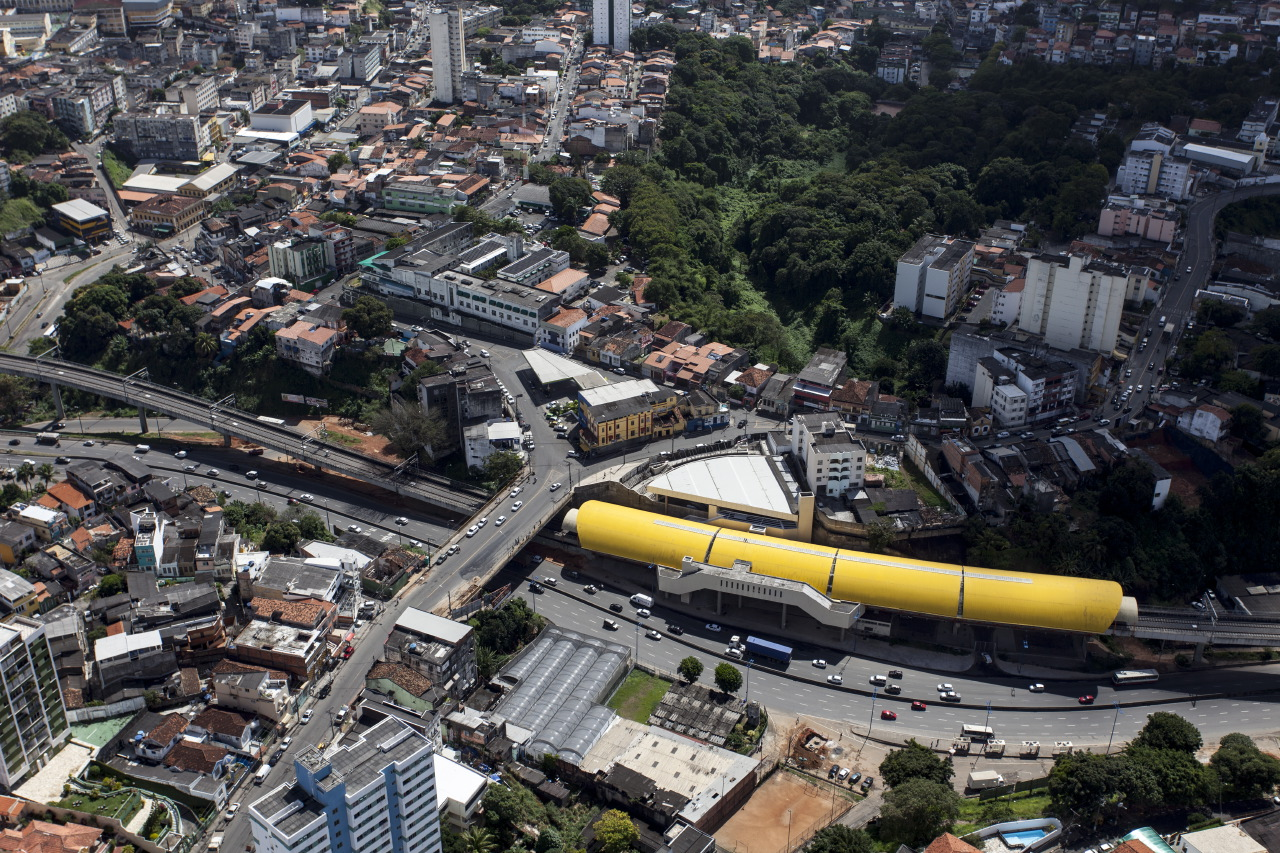
Visión aérea de la Estación Brotas (techo amarillo), construida por el Consorcio Metrosal, en la Línea 1, en la Avenida Bonocô.

Según el Tribunal de Cuentas de la Unión, existen indicios de sobrecoste por un valor superior a los 160 millones de reales desde el inicio de la obra, valor que, corregido, llegaría a 400 millones de reales 13 años después de su comienzo. El Metrosal negó el sobrecoste y dice que no hubo irregularidades en la licitación. El consorcio afirmó también que el proyecto básico presentaba todos los elementos de la obra.
Se inició otro investigación desde el Ministerio Público Federal (MPF) sobre una supuesta alteración en el auténtico vencedor de la licitación del metro, realizada en 1999. El entonces ganador sería el consorcio Cigla, formado por las empresas Soares da Costa y Impregilo, y no Metrosal. El Cigla habría desistido del certamen después de que los integrantes del consorcio Metrosal hubiesen ofrecido sobornos millonarios para la adjudicación de la ejecución de las obras del sistema de metro. Además, Metrosal también habría firmado – antes justo de la disputa en la licitación – un acuerdo de consorcio oculto con las empresas Queiroz Galvão, Alstom, OAS, Constran y Odebrecht para que, independiente de quien ganase la licitación, hubiese participación de todas en la ejecución de las obras y de su remuneración. Así, con la clasificación de las propuestas, el consorcio Metrosal, compuesto por Camargo Corrêa, Andrade Gutiérrez y Siemens, quedó en segundo lugar en el proceso de licitación, siendo las demás empresas "ocultamente relacionadas" las que obtuvieron el 4º y 5º puestos.

### Transferencia al gobierno estatal y nueva licitación

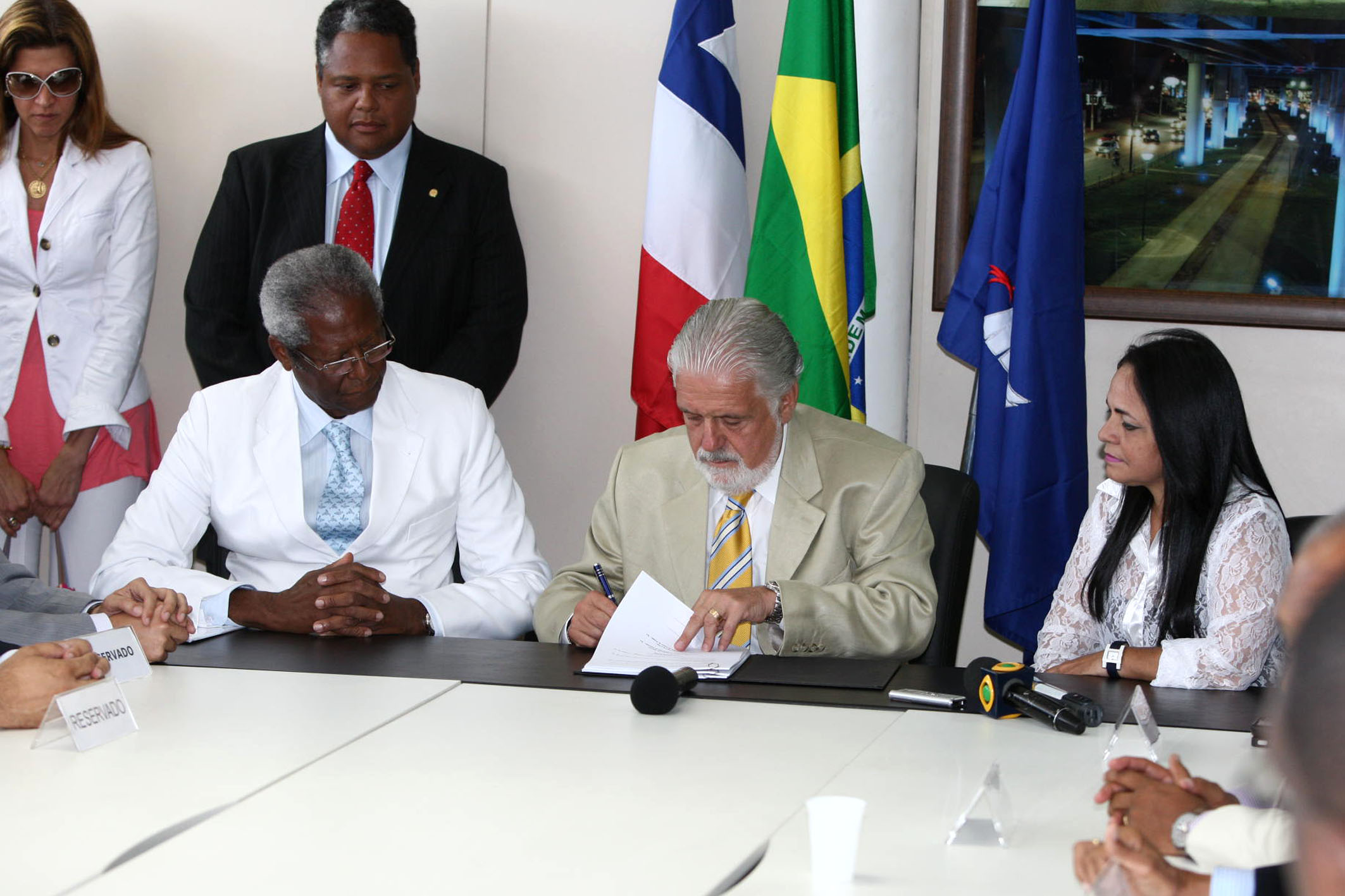
Ceremonia de firma del convenio entre la Prefectura de Salvador, el Gobierno del Estado y la Prefectura de Lauro de Freitas para la implantación de la segunda línea de metro, en 2012

Después de las negociaciones entre los gobiernos municipal y estatal para dar continuidad a las obras, fue aceptado el acuerdo de transferencia de la responsabilidad del transporte ferroviario metropolitano de Gran Salvador al Gobierno del Estado. La entonces Compañía de Transportes de Salvador (CTS), empresa pública municipal responsable del metro y el tren, fue transferida en abril de 2013 al control estatal. Además de agilizar las acciones, la intención es también integrar los sistemas de movilidad (tren, metro y autobús) para promover el transporte intermodal. El acuerdo alcanzado también abordó el valor de los billetes, que fue decidido en 3,10 reales, y, para la integración con autobús, 3,90 reales - valores conforme a las tarifas vigentes de los autobuses municipales metropolitanos.
El 24 de abril de 2013, fue lanzado el programa del sistema de metro que estuvo abierto para propuestas hasta el 19 de agosto (inicialmente el plazo terminaba el 15 de julio) con el anuncio del vencedor de la licitación en la Bovespa primeramente previsto para 30 de julio. La licitación elegido a acuerdo público-privada con el modelo de concesión en vigor durante 30 años, siendo tres años para la construcción y el resto para la operación, y con el criterio de tener el menor coste posible. El proyecto determinaba la existencia aproximada de 42 kilómetros de metro y 20 estaciones (sin contar la prolongación en dirección a Cajazeiras), incluyendo 11 terminales intermodales destinadas a la integración y alimentación del transporte en metro.
El 19 de agosto, era estudiado por al menos cuatro consorcios, mientras, la entrega de las propuestas fue realizada por solo una empresa: la Compañía de Participaciones en Concesiones (CPC), del Grupo CCR, cuya propuesta traía el desembolso de un 5,05% sobre el precio máximo establecido. De este modo la empresa fue declarada vencedora de la licitación para la conclusión de las obras (finalización de los seis kilómetros restantes más la extensión de ese con otros cinco kilómetros de la Línea 1 e implementación de la Línea 2, además de las inversiones en equipamientos, sistemas y material rodante, adecuación, reforma, mantenimiento y operación de las terminales de integración de pasajeros y de las estaciones del metro). Además de esto, el contrato de concesión del sistema de metro de Salvador preveía que la empresa corriese con los gastos de reparaciones durante el periodo de concesión en que los trenes y el trecho inicial de seis kilómetros permaneció parado.
El proyecto establecía un coste total para el término de las obras del orden de 3.900 millones de reales, procedentes del gobierno federal (por medio del Programa de Aceleración de Crecimiento 2), estatal y de la concesionaria que ganó la licitación. En octubre, la Compañía de Transportes de Salvador fue renombrada como Compañía de Transportes del Estado de Bahía (CTB). También fueron establecidos plazos y etapas para el desarrollo de las obras que empezarían a contar a partir de la firma, con la expectativa de que el metro estuviese completamente listo para comienzos de 2017. La firma del contrato el 15 de octubre de 2013 fijó las fechas de los plazos en el proyecto de cada una de las seis etapas:
| Tramo   | Tramo                            | Estado del proyecto | Esquema de las etapas | Esquema de las etapas                                                      |
| ------- | -------------------------------- | --- | --------------------- | -------------------------------------------------------------------------- |
| Línea 1 | Lapa ↔ Acesso Norte              | Ya construido, entró en operación asistida (prueba) hasta junio de 2014 y operación comercial (completa) desde septiembre de 2014. |                       | Líneas del Metro con futuras extensiones; cada etapa en un color distinto. |
| Línea 1 | Pirajá ↔ Águas Claras/Cajazeiras | Presentación del proyecto de extensión en abril de 2014 (180 días).                                                                |                       | Líneas del Metro con futuras extensiones; cada etapa en un color distinto. |
| Línea 1 | Acesso Norte ↔ Retiro            | Construcción y operación en julio de 2014.                                                                                         |                       | Líneas del Metro con futuras extensiones; cada etapa en un color distinto. |
| Línea 1 | Retiro ↔ Pirajá                  | Construcción y operación en enero de 2015.                                                                                         |                       | Líneas del Metro con futuras extensiones; cada etapa en un color distinto. |
| Línea 1 | Bonocô ↔ Detran                  | Construcción y operación en octubre de 2015.                                                                                       |                       | Líneas del Metro con futuras extensiones; cada etapa en un color distinto. |
| Línea 2 | Detran ↔ Pituaçu                 | Construcción y operación en abril de 2016.                                                                                         |                       | Líneas del Metro con futuras extensiones; cada etapa en un color distinto. |
| Línea 2 | Pituaçu ↔ Mussurunga             | Construcción y operación en octubre de 2016.                                                                                       |                       | Líneas del Metro con futuras extensiones; cada etapa en un color distinto. |
| Línea 2 | Mussurunga ↔ Aeropuerto          | Construcción y operación en abril de 2017.                                                                                         |                       | Líneas del Metro con futuras extensiones; cada etapa en un color distinto. |
| Línea 2 | Aeropuerto ↔ Lauro de Feitas     | Presentación del proyecto de extensión de 120 días, después tendrá una media de 6.000 pasajeros/hora-pico ald semestre.            |                       | Líneas del Metro con futuras extensiones; cada etapa en un color distinto. |

### Gestión de la CCR Metro Bahía
La CCR Metro Bahía asumió la gestión del sistema tras la firma del contrato,  el 15 de octubre de 2013. Meses después tuvo lugar una gran controversia por el modo de contratación de los funcionarios. En enero de 2014, el proceso de selección para operadores de los composiciones fue objeto de repudia de la sección baiana de la Orden de los Abogados de Brasil (OAB) a los criterios que estaban excluyendo la posibilidad de contratación de mujeres. La concesionaria, sin embargo, negó la distinción de género para la admisión de funcionarios, señalando el error que figuraba en la página web de la Prefectura de Salvador. Las vacantes disponibles fueron abiertas a 38 profesionales, incluyendo los operadores de tren. Aunque se había ofrecido el curso de Electricista de Mantenimiento Ferroviaria en 2013 por el Instituto Federal de Bahía (IFBA), hubo solamente 32 candidaturas.
También en enero, se iniciaron las pruebas en la red eléctrica de alta tensión para la evaluación de las condiciones y corrección de posibles defectos. En entrevista en marzo, el presidente de la CCR Metro Bahía, Harald Zwetkoff, afirmó que los seis trenes existentes (comprados entre 2008 y 2009, pero que estaban parados) fueron totalmente desmontados. Fueron tiradas todas las ruedas, rodamientos y motores. Después, fue realizado todo el trabajo de remontado de los trenes, y se probaron los sistemas de freno, de comunicación y de aire acondicionado.
En preparación de la operación, la CCR contrató a la empresa francesa Egis para auxiliar en la gestión de sistemas y de integración, tanto en la gestión de la plataforma entre los subsistemas como de ingeniería civil. Para el abastecimiento de señalización, fue contratada Thales Group para fortalecer el sistema Sistema CBTC SelTrac (control de trenes basado en la comunicación), cuya tecnología permite una operación completamente automatizada y sin la necesidad de un conductor, además de optimizar la capacidad y el tiempo de viaje.
Conforme al proyecto, las estaciones de autobús urbano de Salvador fueron pasadas a la Prefectura metropolitana de la administración de la CCR en abril. Esta es responsable de la reforma/recuperación de estos equipamientos y por la conexión del SMSL al Sistema de Transporte Colectivo por Autobús de Salvador (STCO). Las terminales se sitúan en la Carretera Urbana (anexa al terminal interregional), Iguatemi, Acceso Norte, Mussurunga y Pirajá. Con excepción de la Acesso Norte, el resto de estaciones de transbordo están en funcionamiento.
En mayo, un frente de trabajo de las obras del metro fue paralizado por la Superintendencia Regional de Trabajo y Empleo (SRTE). El motivo sería a causa de los fallos en la seguridad del trabajo de obras. La CCR dijo que el frente de trabajo fue interrumpido por falta de un documento técnico sobre el equipamiento de seguridad. La CCR también afirmó que entregó el documento, y que todo estaba normal desde entonces. La SRTE contestó a la versión de la CCR. "Una parte de los problemas fue corregida y subsanada en la última semana, lo que repercutió en el retorno de cerca de 150 trabajadores. Entre tanto un área permaneció paralizada hasta el fin de esta mañana [del día 23], cuando fue liberada después de recibir el visto bueno". Ese mismo mes, un operario murió después de sufrir un accidente en las obras. De acuerdo con la Central de Policía, la víctima era coreana y habría muerto electrocutada. El funcionario era un técnico especializado de la empresa. Otro operario que presenció el momento del accidente fue llevado a la 11.ª Delegación, en el barrio de Tancredo Neves, para prestar testimonio. La asesoría de la CCR, confirmó la muerte del operario y dijo que iba a investigar las causas del accidente. En nota de prensa, la concesionaria informó que el operario recibió auxilios inmediatos por parte de socorristas del equipo antes de la llegada del Servicio de Atención Móvil de Urgencia (Samu), pero no aguantó. Los operarios de la obra llegaron a paralizar el trabajo, con el fin de esclarecer la muerte.

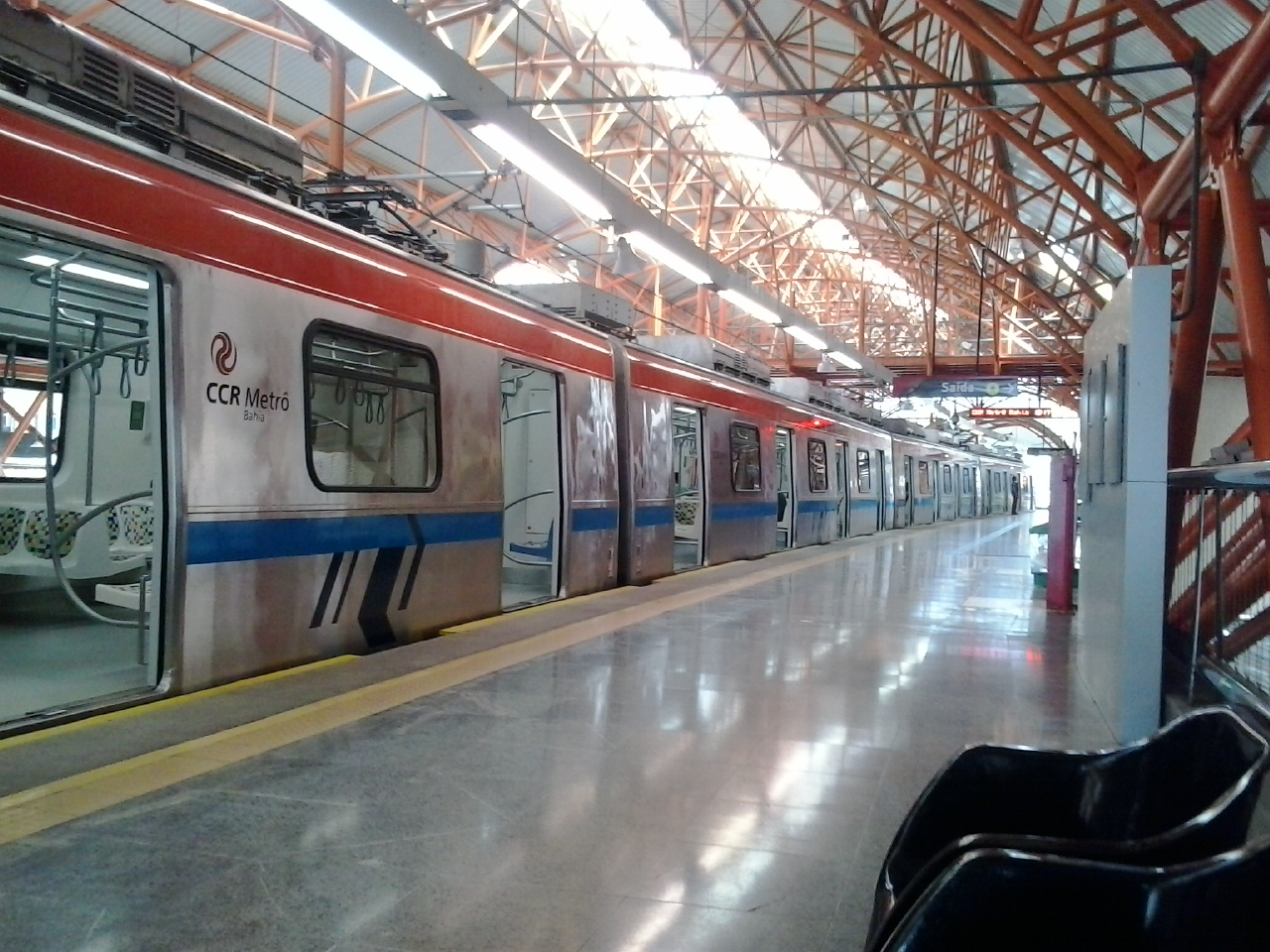
Tren en la plataforma sentido Lapa en la Estación Brotas.

El 10 de junio, un día antes del inicio de la operación del sistema, la obra todavía no poseía licencia del órgano municipal de la Superintendencia de Control y Ordenamiento del Uso del Suelo (Sucom) para funcionar. Algunas estaciones de la Línea 1 (Lapa, Campo da Pólvora, Brotas y Acesso Norte) no poseían el término de conclusión de obra llamado 'Habite-se', albarán concedido por la alcaldía, pero el proyecto ya había sido aprobado por la prefectura pese a que la inspección no fue realizada por no haber sido solicitada por la concesionaria CCR Metro Bahía. Después, la Sucom afirmó que "esas dependencias no impedían el inicio de la operación asistida y su inauguración, pero se aseguró que la CCR solicitase todas las medidas necesarias para la conclusión definitiva de los procesos de licencia, asegurando, así, el funcionamiento pleno del equipamiento, con la entrega de todas las autorizaciones emitidas".
Antes de la fase comercial, la operación se realizará de manera gratuita en horarios variados y determinados y con un número reducido de pasajeros a fin de probar las condiciones del servicio. La primera fue fijada el 13 de junio de 2014, un viernes de juego del grupo B de la Copa del Mundo de 2014 en la ciudad (entre España y Holandesa). Más tarde, la fecha fue adelantada al 11 de junio. El metro hizo el primer recorrido abierto al público a las 13h20min del 11, un miércoles, después de recibir a las autoridades en su viaje inaugural, que contó con la presencia de la presidenta Dilma Rousseff, no obstante, el acceso al metro sufrió un retraso de más de una hora, ya que el funcionamiento estaba previsto a partir de las 12h. Antes de la apertura, se formó una fila en la Estación Lapa, punto de inicio de los servicios. El 13 los seguidores pudieron acceder sin incidencias al metro.
En el primer mes de funcionamiento del metro, el transporte atendió a 145.000 pasajeros, correspondiendo a cerca de 4.800 personas diariamente. Pasados dos meses de funcionamiento, el metro atendía una media diaria de 11.000 pasajeros.
Para supervisar y evaluar las actividades de la concesionaria, en julio de 2014, la Secretaría de Desarrollo Urbano de Bahía (SEDUR) contrató a Trensurb para la prestación de servicios de consultoría especializada en movilidad urbana para el desarrollo y racionalización de los sistemas del metro de Salvador. Entre las funciones contratadas están: analizar procesos ya implantados referentes a edificaciones, obras arquitectónicas viarias, vía permanente, sistemas de energía y control operacional; acompañar los servicios ejecutados por el consorcio responsable de las obras y por la operación de la Línea 1; evaluar la certificación de la implantación – realizada por otra empresa certificadora contratada – antes de la entrega de los servicios y obras al estado de Bahía y después de la autorización a la operación; y realizar acompañamiento técnico de la implantación de la Línea 2. En los términos también estaba previsto el desarrollo de un módulo de capacitación profesional para aquellos empleados que iban a trabajar en el sistema de metro bahiano.
En agosto, ocurrió otra muerte en el lugar de las obras del metro, después de que un operario cayese de un poste, según la CCR, mientras que realizada la transferencia de la red eléctrica de un lado al otro del terreno. Como consecuencia, el día posterior a la muerte, los operarios de la construcción del metro aprobaron la huelga en todos las frentes de obras por un tiempo indeterminado. Los trabajadores presentaron una denuncia en el Ministerio Público de Trabajo, exigiendo mejores condiciones de seguridad y salud y cuestiones salariales, como el pago de la participación en los beneficios por las empresas subcontratadas (las llamadas subrogadas). LA asesoría de CCR, por medio de una nota, confirmó su presencia en las negociaciones, para las cuales estaba disponible el complejo del Consorcio Movilidad Bahía, responsable de las obras. Días después, los operarios cancelaron la huelga. En el mismo mes, la CCR confirmó la ampliación del metro en los días de juegos en el Arena Fonte Nova y en eventos o shows, ya que el equipamiento también estaba en operación asistida con horario reducido. El 25 de agosto, la quinta estación fue inaugurada, la Estación Retiro, y fue confirmada la mudanza de la conexión entre las líneas, de Bonocô a Acesso Norte, como figuraba originalmente en pel royecto del PMI.

## Características del sistema
El tramo Lapa ↔ Pirajá, de la Línea 1, cuenta con ocho estaciones y una extensión total de 12,2 kilómetros, de los cuales 1,6 kilómetro es subterráneo, 4 kilómetros son elevados y 6,6 kilómetros en superficie.
Los railes construidos por Metrosal son de tipo tradicional de lecho de brita. Los caminos construidos por Metro Bahía cuentan con la tecnología low vibration track (LVT), o sea, losa de hormigón y material absorbente para la disminución de la vibración y del ruido consecuente emitido por las composiciones al pasar por la brita.

### Tabla del sistema
Ambas líneas están divididas en tramos. La línea 1 posee el tramo 1, de Lapa a Acesso Norte, el tramo 2, de Acesso Norte a Pirajá, y la expansión del tramo 3, de Pirajá a Cajazeiras/Aguas Claras. La línea dos posee el tramo 1, de Acesso Norte al Aeropuerto, y la expansión del tramo 2, del Aeropuerto hasta Lauro de Freitas.
| Línea                                                                     | Terminales                | Extensión                         | Inauguración        | Longitud (km) | Estaciones | Duración de los viajes (min) | Funcionamiento |
| ------------------------------------------------------------------------- | ------------------------- | --------------------------------- | ------------------- | ------------- | ---------- | ---------------------------- | --- |
| 1                                                                         | Lapa ↔ Pirajá             | Pirajá ↔ Aguas Claras/Cajazeiras* | 11 de junio de 2014 | 12,2 (17,6)   | 8** (10)   | 16 (Lapa ↔ Retiro)           | El periodo de operación asistida, es de las 9h a las 16h. De las 5h a las 0h, es el periodo total de operación comercial. |
| 2                                                                         | Acesso Norte ↔ Aeropuerto | Aeropuerto ↔ Lauro de Freitas*    | 2015                | 21,2 (24,2)   | 12 (13)    | 97                           | |
| * Tramo en estudio ** De esas ocho, cinco estaciones ya están construidas |                           |                                   |                     |               |            |                              | |

### Flota
Fueron fabricados seis trenes, cada uno con cuatro vagones de la Hyundai Rotem y aportados por la Mitsui, totalizando 24 vagones, por un coste de más de 100 millones de dólares de los Estados Unidos. La mitad de la flota llegó en noviembre de 2008 y la otra en enero de 2009 y estaban guardados en naves, con un alquiler mensual de 80.000 reales, dado que la plataforma de maniobras no había sido concluida todavía. En febrero de 2014, la CCR comunicó la compra de más de 49 nuevos trenes, que serían producidos por el consorcio Hyundai Rotem-Iesa. En total, el sistema de metro de Salvador tendrá 55 unidades de trenes eléctricos (UTE), con un cómputo de 220 vagones.
Los vehículos de este sistema transitan a una velocidad media de 40 kilómetros por hora y la velocidad máxima es de 80 kilómetros por hora. El ancho es de 1435 milímetros (ancho internacional) y la alimentación de los trenes es realizada por catenarias aéreas utilizando una tensión continua de 3000 voltios. Los intervalos de las líneas 1 y 2 es de un máximo de seis minutos en los horarios pico y 10 minutos en los horarios valle, una vez se complete la flota establecida en el contrato de concesión. Cada composición cuenta con cuatro vagones (cada vagón con capacidad para transportar mil pasajeros, estando 200 pasajeros sentados y 800 en pie), aire acondicionado y sistema de sonido para comunicación directa, que ofrece contenido multimedia, noticias e informaciones a los usuarios.
| Modelo/Serie | Potencia (kW) | Ancho (m) | Fabricante | Origen        | Año de fabricación | Comprador inicial | Flota activa | Flota inactiva | Flota total de vagones | Líneas de operación |
| ------------ | ------------- | --------- | ---------- | ------------- | ------------------ | ----------------- | ------------ | -------------- | ---------------------- | ------------------- |
| ND           | ND            | 1435 mm   | Rotem      | Corea del Sur | 2008               | Metro de Salvador | 6            | 0              | 24                     | Línea 1             |
| TOTAL        |               |           |            |               |                    |                   | 6            | 0              | 24                     |                     |

### Intermodalidad

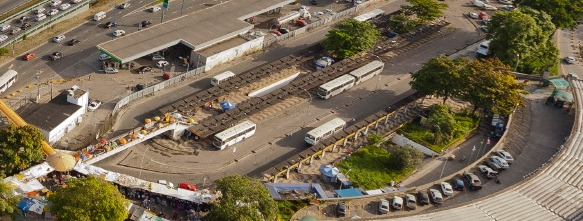
Vista aérea de la estación Urbana, localizada junto a la Terminal de Salvador que será transformada en terminal Norte.

La intermodalidad entre los medios de transporte está determinada por el proyecto de concesión, especialmente, en lo relativo a los autobuses urbanos. Se definieron 9 "terminales de integración de pasajeros" junto a la integración física y tarifaria del sistema de autobuses. Siendo estas: Acesso Norte, Mussurunga, Pirajá y Urbana/Norte ya construidos; y Aeropuerto, Bonocô, Pituaçu, Retiro, y Sur a construir por la concesionaria; así mismo Águas Claras y Lauro de Freitas, dependen de la activación de los tramos de expansión. Por ser objeto de otra licitación, la Estação de Lapa, perteneciente al Municipio, no fue mencionada. La Estación Iguatemi dará lugar a la estación de metro viaria.
En cuanto al transporte rodado, el autobús hará la conexión directa entre la Estación Aeropuerto y el Aeroporto Internacional de Salvador. Así mismo la integración del sistema de carril bici metropolitano también está delimitado por el licitador, a partir de la instalación de puestos de bicis en todas las estaciones de metro, acompañando las directrices del proyecto Ciudad Bicicleta.